# Bartolomeo Altomonte
Bartolomeo Altomonte zwany Hohenberg (ur. 24 lutego 1694 w Warszawie, zm. 11 listopada 1783 w Sankt Florian) – austriacki malarz barokowy pochodzenia włoskiego.

## Życiorys
Był synem Marcina Altomonte, austriackiego malarza, który znalazł się w Warszawie po powrocie Jana III Sobieskiego spod Wiednia. W młodym wieku opuścił Polskę i zamieszkał w Linzu, jego twórczość obejmowała austriackie klasztory m.in. Klasztor Sankt Florian oraz Stift Admont. Sztuki malarskiej nauczył się od ojca oraz podczas praktykowania u Daniela Grana. Przez historyków sztuki jest uznawany za jednego z ostatnich wielkich malarzy tworzących barokowe alegorie, mimo że w tym czasie twórczość wielu malarzy skłaniała się ku sztuce rokoko.